# Slezské operace

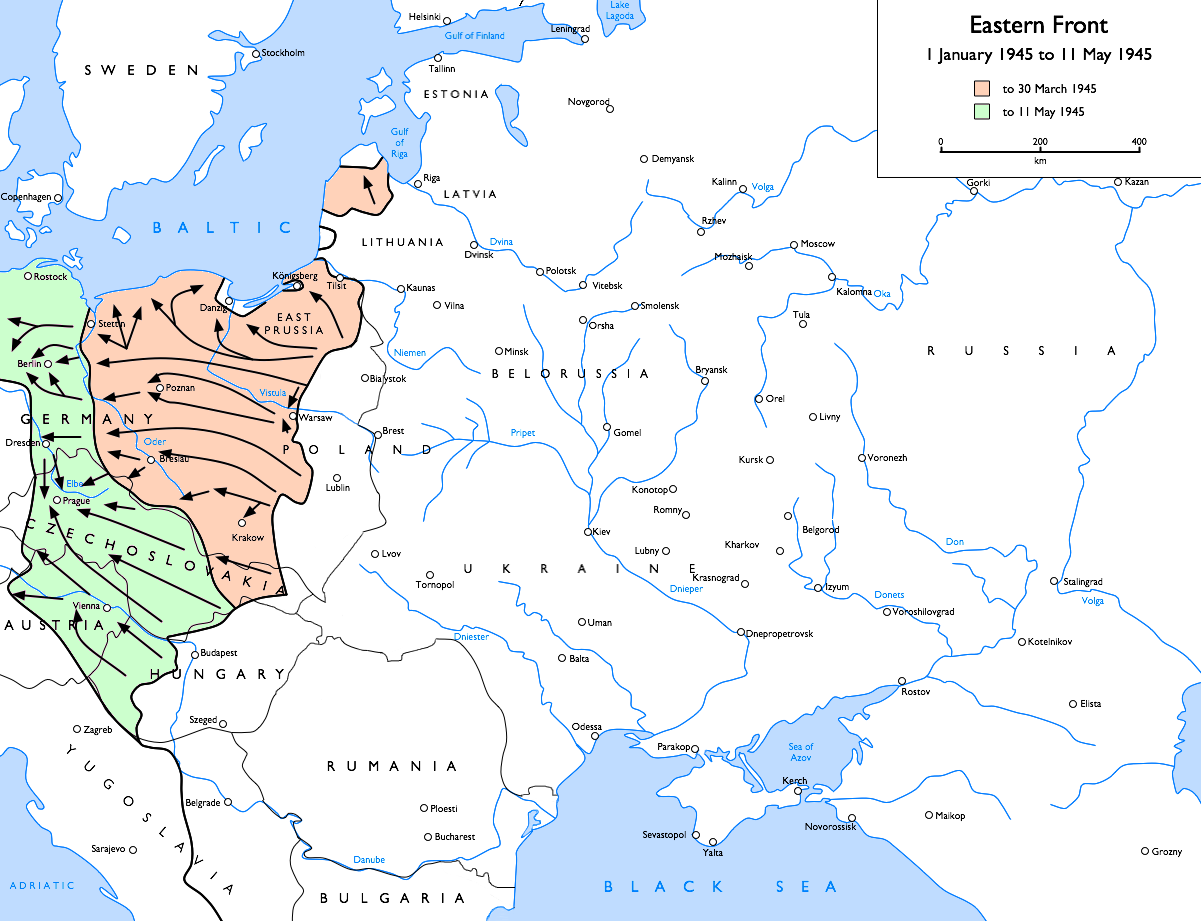
Východní fronta v roce 1945

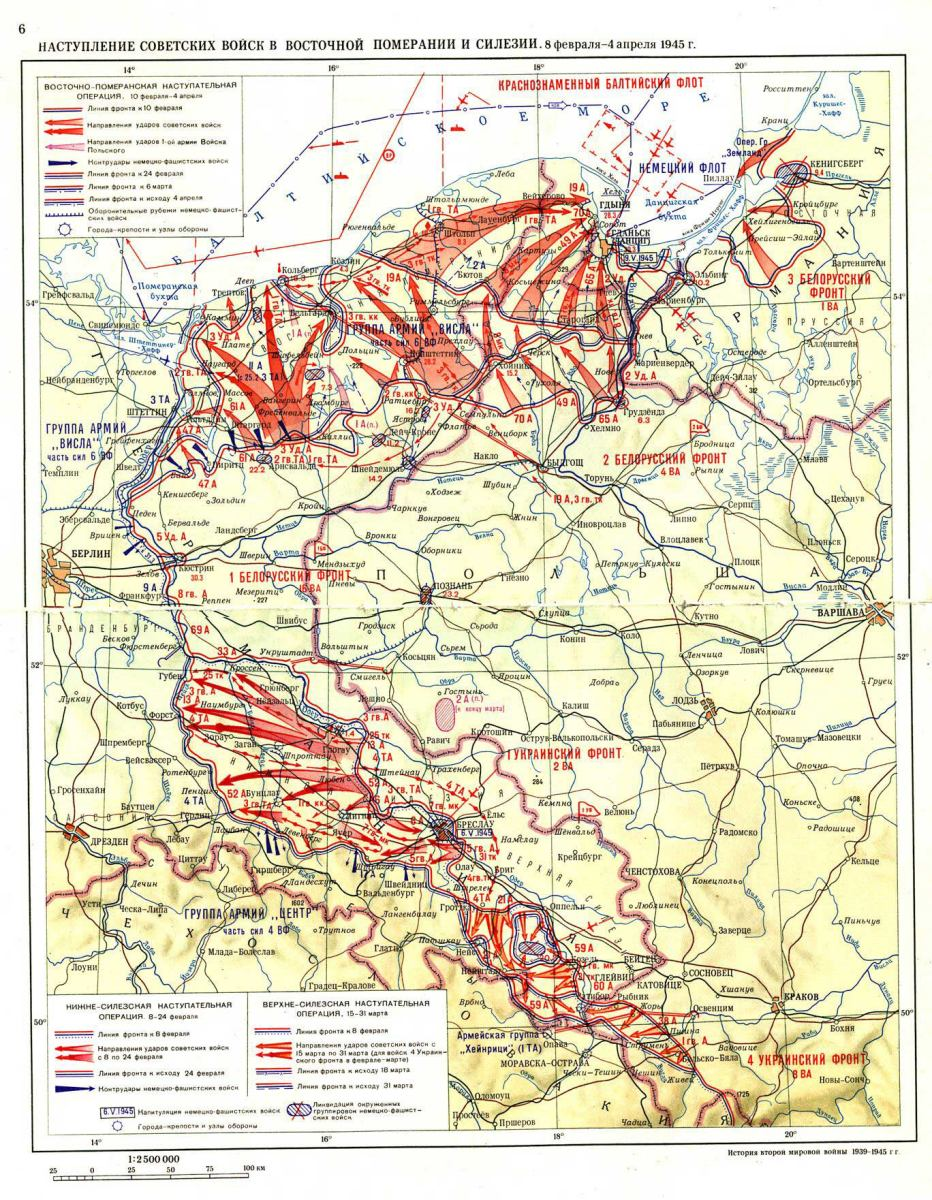
Pomořanské a slezské operace

Slezské operace byly dvě ofenzívy vedené sovětskou Rudou armádou proti nacistickému Wehrmachtu na východní frontě druhé světové války.

## Ofenzívy
Dolnoslezská operace probíhala 8.-24. února a Hornoslezská operace 15.-31. března 1945. Navržené operace k sovětskému postupu na Berlín vytlačily Wehrmacht ze Slezska. Podle sovětských zpráv Němci během Hornoslezské ofenzívy ztratili 40 000 vojáků a 14 000 jich zajali. 
1. ukrajinský front pod vedením Ivana Koněva, který dokončil Viselsko-oderskou operaci, měl postupovat směrem k Slezsku s primárním cílem ochránit levé křídlo 1. běloruského frontu, který se tlačil směrem k Berlínu. Stejně tak byla vytvořena Východopomořanská ofenzíva 2. běloruského frontu s cílem ochránit pravé křídlo 1. běloruského frontu.

## Zdržení
K zajištění křídel se odložil konečný sovětský útok na Berlín, který byl původně naplánován na únor. V polovině dubna se zdařila Východopomořanská ofenzíva 2. a zčásti i 1. běloruského frontu a dosáhla důležitého německého přístavního města Štětín (Stettin).

## Motivy
Rozhodnutí Josifa Stalina o odkladu útoku na Berlín bylo mezi sovětskými generály kontroverzní. Jedna strana tvrdila, že Berlín mohl být obsazen v únoru rychleji a s menšími ztrátami, přičemž druhá upozorňovala  na velké formace Němců v českých zemích, které by mohly vyústit v jejich úspěšnou ofenzívu a válku tak prodloužit. Stalinův záměr zdržení byl pravděpodobně politický, protože mu umožnil obsadit podstatnou část Rakouska prostřednictvím Vídeňské operace.